# Реквіц
Реквіц (нім. Röckwitz) — громада в Німеччині, розташована в землі Мекленбург-Передня Померанія. Входить до складу району Мекленбургіше-Зенплатте. Складова частина об'єднання громад Трептовер-Толлензевінкель.
Площа — 14,75 км2. Населення становить 276 ос. (станом на 31 грудня 2020).